# ملعب جابينو سوسا
ملعب جابينو سوسا (بالإنجليزية: Estadio Gabino Sosa)‏ هو ملعب كرة قدم يقع في روساريو، الأرجنتين، يتسع لـ 17,000 متفرج. هو الملعب الرسمي لفريق قرطبة دي روسيرو.